# Guillermo Fayed
Guillermo Fayed (Chamonix-Mont-Blanc, 28 november 1985) is een Franse alpineskiër.

## Carrière
Fayed maakte zijn wereldbekerdebuut in december 2005 op de afdaling in Val-d'Isère. Zijn eerste wereldbekerpodium behaalde hij op 29 november 2014 met een tweede plaats op de afdaling in Lake Louise.
Op de wereldkampioenschappen alpineskiën 2011 in Garmisch-Partenkirchen eindigde de Fransman als 23e op de afdaling. In 2010 nam Fayed een eerste keer deel aan de Olympische winterspelen. Hij eindigde 22e op de super G en 26e op de afdaling.  
In 2014 nam Fayed een tweede keer deel aan de Olympische winterspelen, waar hij opnieuw 26e eindigde op de olympische afdaling. In de wereldbeker alpineskien 2014/2015 behaalde hij de bronzen medaille in het eindklassement van de afdaling.

## Resultaten

### Wereldkampioenschappen
| Jaar | Plaats                 | Resultaten   |
| ---- | ---------------------- | ------------ |
| 2011 | Garmisch-Partenkirchen | 23e Afdaling |
| 2013 | Schladming             | 21e Afdaling |
| 2015 | Vail/Beaver Creek      | 5e Afdaling  |
| 2017 | Sankt Moritz           | 14e Afdaling |

### Olympische Spelen
| Jaar | Plaats    | Resultaten               |
| ---- | --------- | ------------------------ |
| 2010 | Vancouver | 22e Super G 26e Afdaling |
| 2014 | Sotsji    | 26e Afdaling             |

### Wereldbeker
Eindklasseringen
| Seizoen   | Algm | AD    | SG  | SC  |
| --------- | ---- | ----- | --- | --- |
| 2005/2006 | 144e | -     | -   | 51e |
| 2007/2008 | 107e | 40e   | -   | 48e |
| 2008/2009 | 125e | 42e   | -   | -   |
| 2009/2010 | 96e  | 40e   | -   | 38e |
| 2010/2011 | 74e  | 24e   | -   | 51e |
| 2011/2012 | 76e  | 28e   | -   | -   |
| 2012/2013 | 66e  | 28e   | 39e | -   |
| 2013/2014 | 64e  | 25e   | -   | -   |
| 2014/2015 | 17e  | Brons | 35e | -   |
| 2015/2016 | 29e  | 8e    | 42e | -   |
| 2016/2017 | 70e  | 23e   | -   | -   |
| 2017/2018 | 115e | 37e   | -   | -   |